# Zine el-Abidine Ben Ali

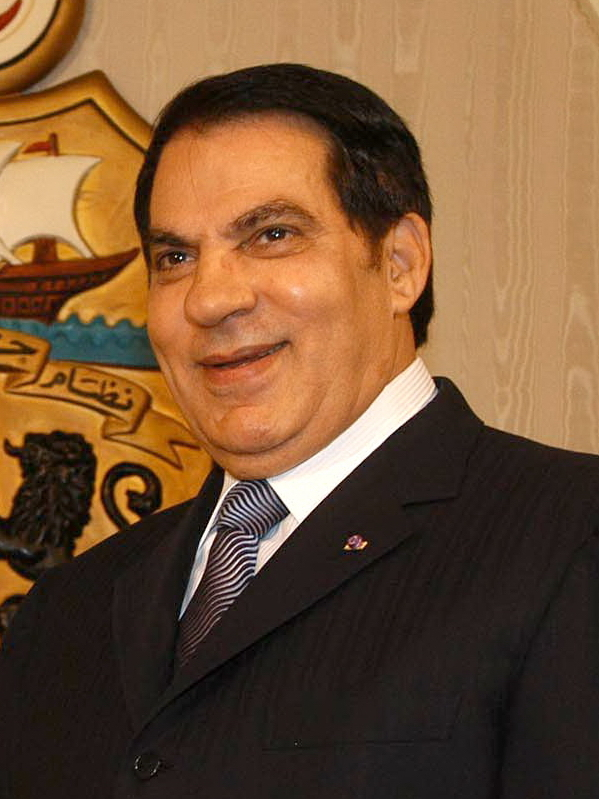
Zine el-Abidine Ben Ali (2008)

Zine el-Abidine Ben Ali (arabisch زين العابدين بن علي Zain al-Abidin ibn Ali, DMG Zayn al-ʿĀbidīn b. ʿAlī; geboren am 3. September 1936 in Hammam Sousse, Tunesien; gestorben am 19. September 2019 in Dschidda, Saudi-Arabien) war ein tunesischer Politiker (RCD) und von 1987 bis 2011 der autokratisch regierende Präsident des nordafrikanischen Landes. Am 14. Januar 2011 verließ er nach gewaltsamen öffentlichen Protesten das Land und floh nach Saudi-Arabien. Seine Präsidentschaft wird weithin als Diktatur gewertet, unter anderem wegen offenbar gefälschter Wahlergebnisse und eines repressiven Vorgehens gegen die Opposition.

## Leben

### Politische Karriere
Ben Ali trat 1956 in die Armee ein. Er wurde an der französischen Militärschule Saint-Cyr und an der Geheimdienstschule Military Intelligence School in Fort Holabird (Maryland) sowie der School for Field and Anti-Aircraft von Fort Bliss (Texas) in den USA ausgebildet. Als Chef des militärischen Sicherheitsdienstes von 1958 bis 1974 reiste er oft in die USA und knüpfte gute Kontakte zur CIA. Danach war er Militärattaché in Marokko und Spanien sowie Botschafter in Warschau. 1978 wurde er von Habib Bourguiba als Sicherheitschef in die Regierung berufen und 1979 zum General befördert. 1980 ernannte Bourguiba ihn zum Leiter des nationalen (zivilen) Sicherheitsdienstes und 1984 zum Innenminister. In dieser Funktion forcierte er die Bekämpfung der fundamentalistischen Islamisten in Tunesien.

### Machtübernahme und Amtszeit
Kurz nach seiner Ernennung zum Premierminister am 2. Oktober 1987 führte er als Führungsmitglied der Sozialistischen Destur-Partei einen unblutigen Putsch gegen den Parteigründer und tunesischen Präsidenten Bourguiba an, der von einem Arzt für senil erklärt wurde.
Nach der Absetzung Bourguibas übernahm Ben Ali am 7. November 1987 das Amt des Staatspräsidenten. Die Amtsübernahme durch Putsch wurde vom neuen Regime als Jasminrevolution bezeichnet. Im Juli 1988 beschränkte das tunesische Parlament die Amtszeit des Präsidenten auf 15 Jahre, bis dahin gab es eine Ernennung auf Lebenszeit. In den ersten Jahren seiner Amtszeit trieb Ben Ali tatsächlich die Modernisierung Tunesiens voran, für die Bourguiba die Grundlagen gelegt hatte. Er schuf ein Sozialversicherungssystem und bekämpfte die Armut, setzte sich für die Emanzipation der Frauen ein und baute das Bildungswesen aus. Dabei regierte Ben Ali allerdings mit eiserner Hand. Die Politik der Regierung blieb auch weiterhin am Westen orientiert. Gleichzeitig setzte sich Ben Ali für einen einheitlichen Wirtschaftsraum im Maghreb ein. Er wurde danach bei mehreren Wahlen, die nach Ansicht zahlreicher Beobachter den Anforderungen demokratischer Wahlen nicht genügten, in seinem Amt bestätigt. Zwar kam es zu einer teilweisen Demokratisierung des Wahlrechts, doch blieben Teile der Opposition, unter anderem die islamischen Fundamentalisten, weiterhin von den Wahlen ausgeschlossen.
2002 ließ Ben Ali die Verfassung ändern, um seine Regierung über 2004 hinaus verlängern zu können. Bei der Wahl im Oktober 2004 erzielte er nach offiziellen Angaben 94,49 Prozent der Stimmen. Am 25. Oktober 2009 wurde er mit 89,28 Prozent der Stimmen für eine fünfte Wahlzeit wiedergewählt.

#### Kult um die Zahl 7
Der 7. November als Tag der Machtübernahme wurde unter Ben Ali besonders geehrt. Es war ein arbeitsfreier Tag und in den tunesischen Städten wurden Straßen und Plätze nach diesem Datum benannt. Auch das große Stadion in Radès und der Flughafen Tabarka erhielten eine entsprechende Benennung.
Das Regime um Ben Ali ging jedoch weiter und ließ die Zahl 7 allein, oftmals verbunden mit der Farbe Mauve, als Symbol etablieren, mit der das Regime seine Macht auf subtile Weise im öffentlichen Raum darstellte. So wurde beispielsweise der staatliche Fernsehsender in TV7 umbenannt, es wurden diverse Briefmarken mit Darstellungen der Zahl 7 als Motiv herausgegeben und die heute Tunisair Express genannte Fluggesellschaft hieß ab 2007 Sevenair. Auch bei den tunesischen Telefonnummern wurde die 0 am Beginn der Vorwahl durch eine 7 ersetzt (71 statt 01 für Tunis) und auf den tunesischen Pässen waren sieben Abbildungen der tunesischen Flagge zu sehen.
Viele Referenzen auf die Zahl 7 wurden im Zuge der Revolution durch Umbenennungen wieder getilgt, einige – wie bei den Telefonvorwahlen – haben sich aber bis heute noch gehalten.

### Machtverlust
Am 13. Januar 2011 verkündete Ben Ali infolge der Massenproteste, die sich seit der Revolte von Sidi Bouzid über das ganze Land verbreiteten, dass er bei den nächsten Präsidentschaftswahlen (2014) nicht mehr kandidieren werde. Am 14. Januar 2011 verließ Ben Ali aufgrund der zunehmenden Massenunruhen fluchtartig das Land. Am selben Tag verkündete ein Regierungssprecher, dass die Regierung aufgrund der anhaltenden Proteste aufgelöst wurde. Es wurden außerdem Neuwahlen innerhalb eines Zeitraumes von sechs Monaten angekündigt. Auch diese Ereignisse werden – in ironischer Anlehnung an die Bezeichnung des Putsches bei Ben Alis Regierungsantritt – als Jasminrevolution bezeichnet. Kurzzeitig übernahm Premierminister Mohamed Ghannouchi zusätzlich die Amtsgeschäfte des Präsidenten, bis am 15. Januar 2011 vom tunesischen Verfassungsrat der Parlamentspräsident Fouad Mebazaâ als geschäftsführender Präsident eingesetzt wurde.
Seitdem residierte Ben Ali mit Gattin, seiner Tochter Halima und seinem Sohn Mohamed unter dem Schutz der saudischen Königsfamilie in einer Luxussiedlung in der saudischen Hafenmetropole Dschidda. Seine drei erwachsenen Söhne aus erster Ehe leben noch immer in Tunesien, zu ihnen und Geschäftsleuten in Tunesien stand er in Kontakt. Im Oktober 2011 nahm er an der Trauerfeier für den verstorbenen saudischen Kronprinzen Sultan ibn Abd al-Aziz teil.
Nach andauernden Unruhen teilte der tunesische Justizminister Lazhar Karoui Chebbi am 26. Januar 2011 mit, dass es einen internationalen Haftbefehl gegen den geflohenen Präsidenten Zine El Abidine Ben Ali, seine Ehefrau Leila Trabelsi und weitere Familienmitglieder gebe, wobei Interpol um Hilfe gebeten wurde. Das tunesische Außenministerium ersuchte am 20. Februar förmlich bei der Regierung von Saudi-Arabien um Auslieferung von Ben Ali. Saudi-Arabien weigerte sich, Ben Ali auszuliefern.

#### Kleptokratie
Während seiner 23-jährigen Diktatur entwickelte Ben Ali mit der Familie seiner zweiten Ehefrau Leila Trabelsi ein das gesamte Land umfassendes, kleptokratisches System. Die wichtigsten Wirtschafts- und Industriezweige und etliche Unternehmen, darunter z. B. die Privatbank Banque de Tunisie, Monoprix, der Radiosender Mosaique FM, Hotels oder Karthago-Air wurden von dieser Familie gelenkt. Laut Transparency International hat die Ben-Ali-Trabelsi-Familie durch Korruption und Betrug bis zu einem Drittel der tunesischen Wirtschaft, deren BIP 31 Milliarden Euro erreichte, abgeschöpft. Die Raffgier erreichte bisweilen offen kriminelle Züge: 2006 ließen Moez und Imed Trabelsi, Leilas Neffen, drei Luxusyachten, die Sando, die Blue Dolphin IV und die Beru Ma, in Frankreich stehlen. Der Raub der Millionen-Schiffe machte Schlagzeilen, zumal die Beru Ma Bruno Roger gehörte, einem Aufsichtsratsvorsitzenden der Investment Bank Lazard in Paris und engem Freund des damaligen Präsidenten Frankreichs Jacques Chirac. Die Luxusyachten tauchten umlackiert und mit neuen Zulassungspapieren im Hafen von Sidi Bou Saïd auf. Dank der guten Beziehungen zwischen Frankreich und Tunesien wurden die Trabelsi-Brüder als Drahtzieher des organisierten Verbrechens jedoch nicht in Frankreich zur Rechenschaft gezogen, sondern in Tunesien, dort aber freigesprochen. Nur die Beru Ma wurde zurückgegeben.
Am 19. Januar 2011 beschloss der Schweizer Bundesrat Vermögenswerte Ben Alis und seines Umfeldes in der Schweiz mit sofortiger Wirkung zu sperren, um eine Veruntreuung staatlichen tunesischen Eigentums zu vermeiden. Davon betroffen waren rund 40 Personen. Am 20. Januar 2011 wurden 33 seiner Familienmitglieder in Tunesien wegen des Verdachtes von Verbrechen gegen das Land festgenommen, da Fluchtgefahr bestand, weil sie versucht hatten, das Land zu verlassen.
Am 31. Januar 2011 sprach der Europäische Rat Tunesien und dem tunesischen Volk seine „volle Solidarität und Unterstützung bei den Bemühungen um die Verwirklichung einer stabilen Demokratie“ aus und erließ restriktive Maßnahmen gegen Personen, „die für die rechtswidrige Verwendung staatlicher Gelder Tunesiens verantwortlich sind“. Durch Verordnung des Rates vom 4. Februar 2011 wurde das in den Mitgliedsstaaten der EU gelegene Vermögen von insgesamt 48 solcher Personen, darunter der Familie Ben Ali, eingefroren. Gelder in mehr als 25 Ländern wurden eingefroren.
Anfang Mai 2011 wurde gegen Ben Ali und seine Frau in Tunesien Anklage erhoben. Der damalige Justizminister Lazhar Karoui Chebbi sprach von 18 Anklagepunkten, darunter „Verschwörung gegen die innere Sicherheit“, „Anstiftung zu Chaos, Mord und Plünderung“, „Drogenkonsum“, „Drogenhandel“, „sexueller Perversion“ und „Mord“. Ein erster Prozess gegen Zine el-Abidine Ben Ali und Leila Trabelsi fand am 20. Juni 2011 in Tunis in Abwesenheit der Angeklagten statt, verhandelt wurde der Vorwurf der Veruntreuung von Staatsvermögen. Ben Ali und seine Frau wurden nach nur einem Verhandlungstag zu jeweils 35 Jahren Haft verurteilt, darüber hinaus verhängte das Gericht Geldstrafen in Millionenhöhe. Weitere Verfahren waren anhängig, wegen schwerwiegender Vorwürfe des Mords, der Folter und der Geldwäsche hätte Ben Ali die Todesstrafe gedroht.

#### Einzug des gestohlenen Volksvermögens
Laut einer unabhängigen Studie des Basler Professors Mark Pieth brachte die Ben-Ali-Trabelsi-Bande vor der Flucht aus Tunesien mehr als 20 Milliarden Dollar ins Ausland.
Am 11. April 2013 konnte Präsident Moncef Marzouki in einer feierlichen Zeremonie im Palais de la République in Karthago einen Scheck in Höhe von 22 Millionen Euro vom Generalstaatsanwalt Ali bin Feitais al-Marri aus Katar und einer Delegation der UN entgegennehmen – es war die erste Rückgabe von gestohlenem Volksvermögen nach der Revolution. Das Geld war auf einem libanesischen Konto von Leila Trabelsi sichergestellt worden.
Darüber hinaus gestaltet sich die Suche nach dem Vermögen schwierig. Die Abgeordneten der Verfassunggebenden Versammlung kritisieren oft die Untätigkeit der Diplomatie bei der Identifizierung und Wiederbeschaffung des gestohlenen Volksvermögens im Ausland, während die Behörden sagen, dass einige europäische Länder und Golfstaaten „nicht auf befriedigende Weise mit Tunesien zusammenarbeiten“.

## Privatleben
Ben Ali war von 1964 bis 1988 in erster Ehe mit Naïma Kefi verheiratet, mit der er drei Töchter hatte. Mitte der 1980er Jahre lernte er Leïla Trabelsi kennen, die er 1992 heiratete und mit der er zwei Töchter sowie einen Sohn hatte. Leïla Ben Ali wird für die Ausweitung der Korruption in Tunesien verantwortlich gemacht, deren Hauptnutznießer die Mitglieder ihrer eigenen Familie waren, die laut Einschätzung der amerikanischen Botschaft in Tunis als quasi-mafiöser Clan organisiert gewesen sei.
Er starb am 19. September 2019 im Alter von 83 Jahren in Dschidda, Saudi-Arabien.